# Bussang
Cet article possède un paronyme, voir Blussans.
Bussang  (Büssingen en allemand), est une commune française de montagne située dans le département des Vosges, en région Grand Est. C'est la plus haute commune de la vallée de la Haute Moselle, là où la rivière prend sa source (715 m). Elle fait partie du massif des Vosges.
Ses habitants sont appelés les Bussenets .

## Géographie

### Localisation
Située à l'extrémité sud-est de l'ancienne région Lorraine, aux confins de l'Alsace, la commune de Bussang voit naître la rivière de la Moselle et s'étire en longueur dans la vallée de la jeune rivière. C'est l'une des 201 communes du parc naturel régional des Ballons des Vosges, réparties sur quatre départements : les Vosges, le Haut-Rhin, le Territoire de Belfort et la Haute-Saône. Elle est particulièrement montagneuse et possède de nombreux sommets et torrents. Quelques hameaux se trouvent sur le territoire, Taye (625 m) et la Hutte (655 m) en amont de la vallée à l'est mais aussi la station-village de Larcenaire (827 m) ou encore le Plain de la Bouloie (800 m).
Remiremont est à 34 km et Thann à 26 km par le col de Bussang. Une petite route mène directement à Ventron par le col du Page.

### Géologie et Relief
Le centre du village est situé à une altitude de 600 m. La commune occupe ainsi le territoire le plus haut de la vallée de la Haute Moselle et est entourée par plus de quatorze sommets dépassant les 1 000 m d'altitude. Les quatre sommets les plus hauts, situés à l'est, marquent la limite avec l'Alsace. Ces quatre sommets sont la tête des Neufs-Bois (1 228 m), la tête de Fellering (1 223 m), le Drumont (1 200 m) et la tête des Russiers (1 187 m).
Bien qu'étant le troisième plus haut sommet de la commune, le Drumont est le plus connu grâce à son alpage et son panorama grandiose sur les Hautes-Vosges au carrefour de deux grandes vallées glaciaires, la Haute Moselle et la Thur. La tête des Neufs-Bois est le sommet le plus élevé et le plus massif. Il domine la haute vallée du Séchenat et ses pentes du versant nord-est, qui comptent parmi les plus abruptes du massif des Vosges, présentent un intérêt fort pour la pratique du ski hors piste. Il est accompagné de la Large Tête (1 179 m) et du Haut de Taye (1 161 m) à l'ouest ainsi que de la tête des Allemands (1 014 m) au nord. Plus de six torrents dévalent les pentes de cette vallée. En descendant l'arête du Haut de Taye on trouve la Broche et la statue de Sainte-Barbe qui offre une vue sur le village et sur la Vallée de la Moselle.
Dans le même secteur mais de l'autre côté de la jeune Moselle, au nord, on trouve le massif du Drumont et la haute vallée de la Hutte. Ce secteur est lui aussi élevé et situé aux étages montagnard et subalpin. La zone comprend à elle seule six sommets supérieurs à 1 000 m, le Drumont, la tête de Fellering et des Russiers et le Hasenkopf (1 182 m) ainsi qu'au nord, le Haut de Brampas (1 062 m) et la tête de Meusfoux (1 085 m). Cette dernière domine la vallée de la Hutte et son hameau, situé en contrebas à 655 m d'altitude. Le Haut de Brampas est par ailleurs le sommet le plus au nord de la commune. Dans ce même secteur on trouve le Haut du Charat (988 m) et deux cols de part et d'autre du Meusfoux, le col du Collet à l'ouest et le col du Page à l'est, les deux débouchent sur la commune de Ventron.

Cartes postales anciennes d'Adolphe Weick.
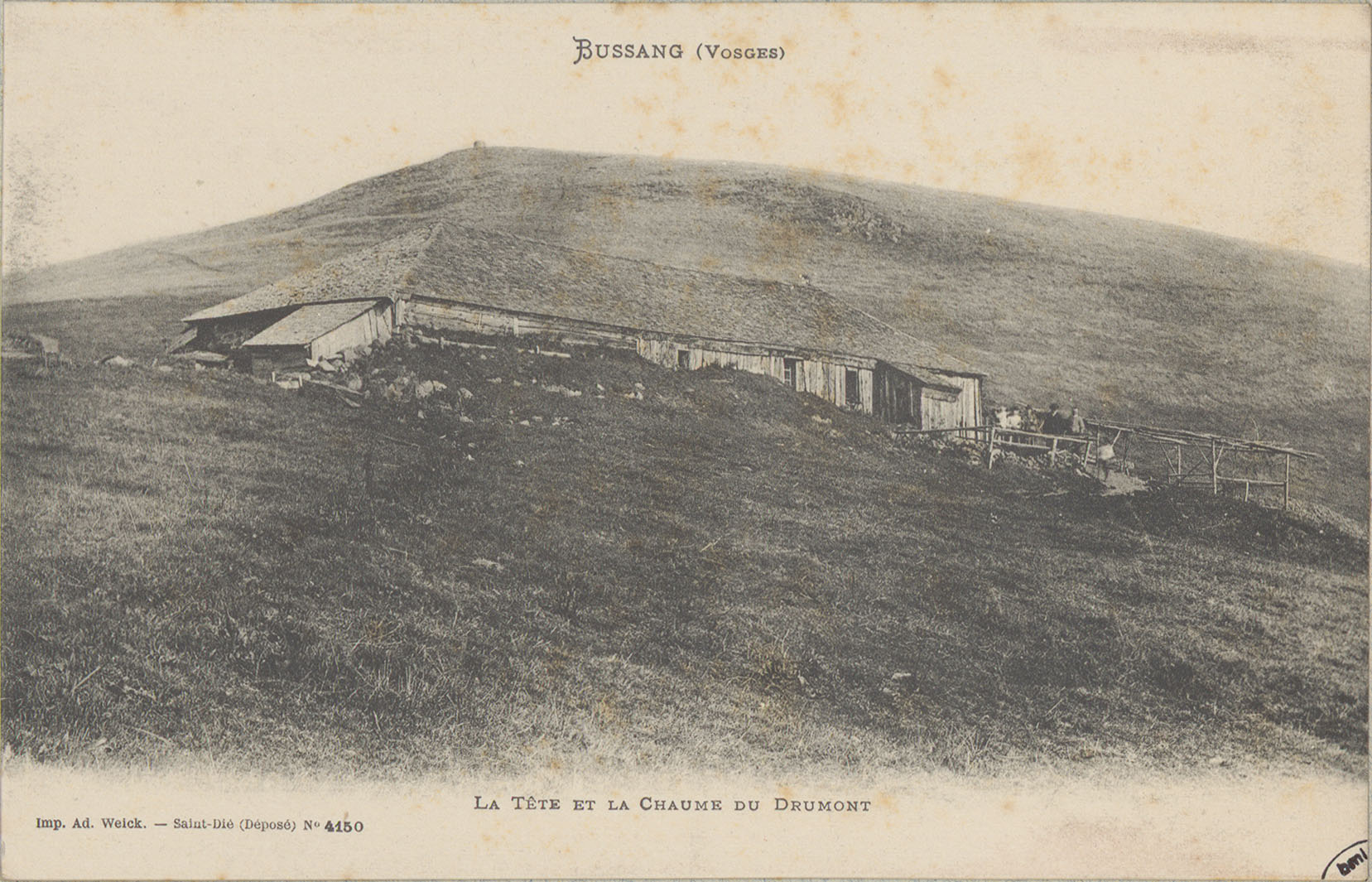
La tête et la chaume du Drumont.
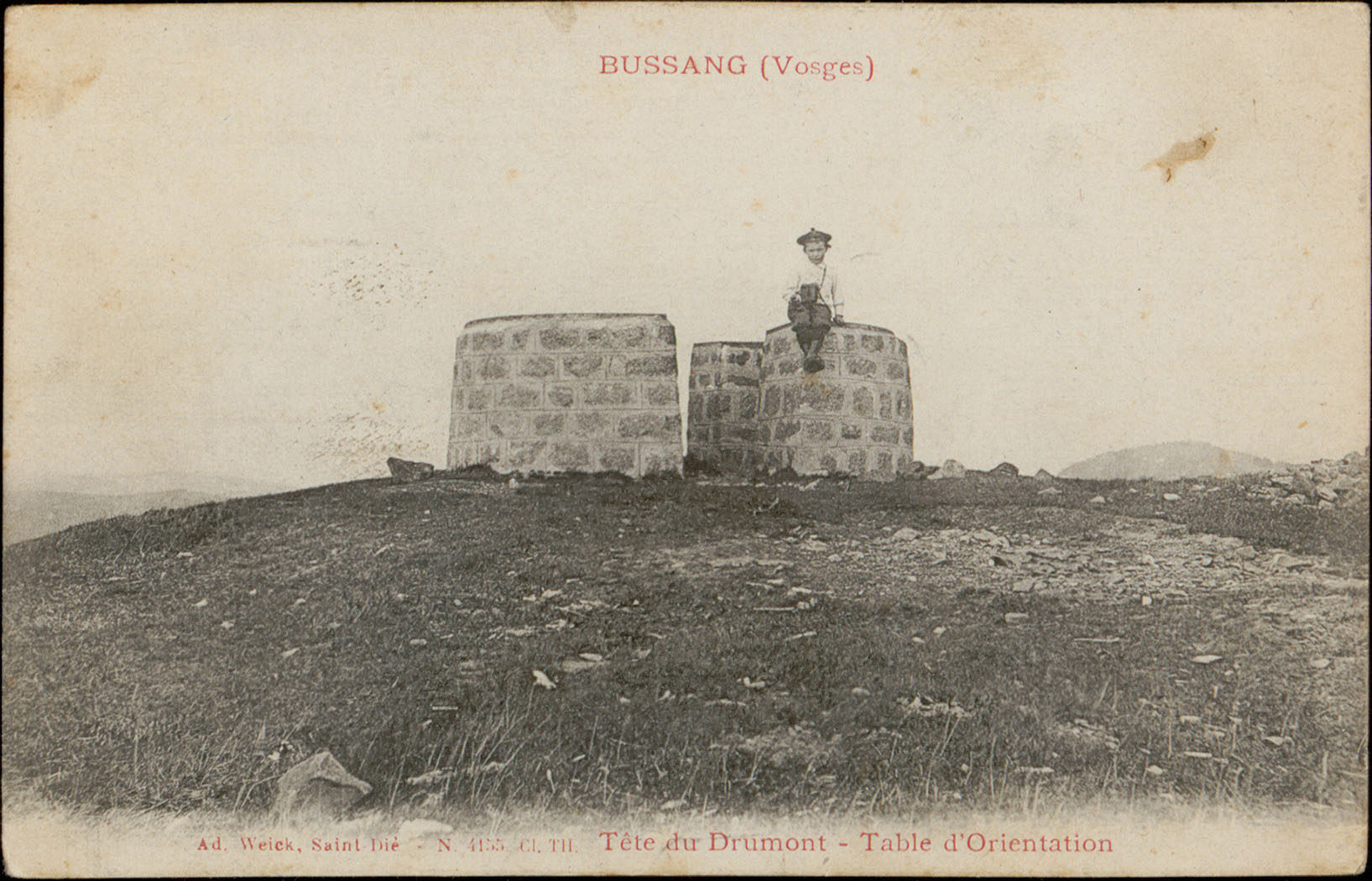
Table d'orientation à la tête du Drumont.
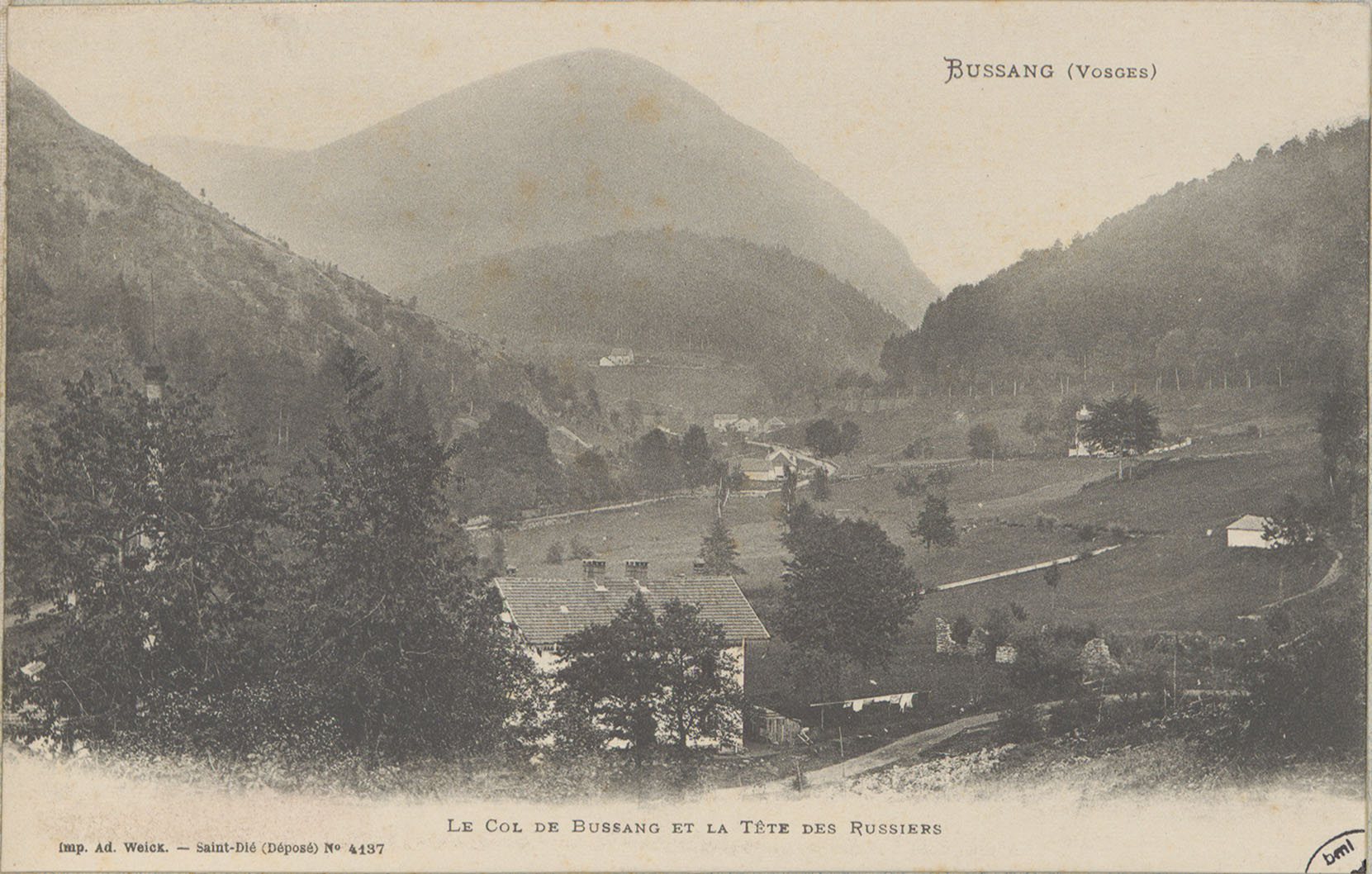
Le col de Bussang et la tête des Russiers.
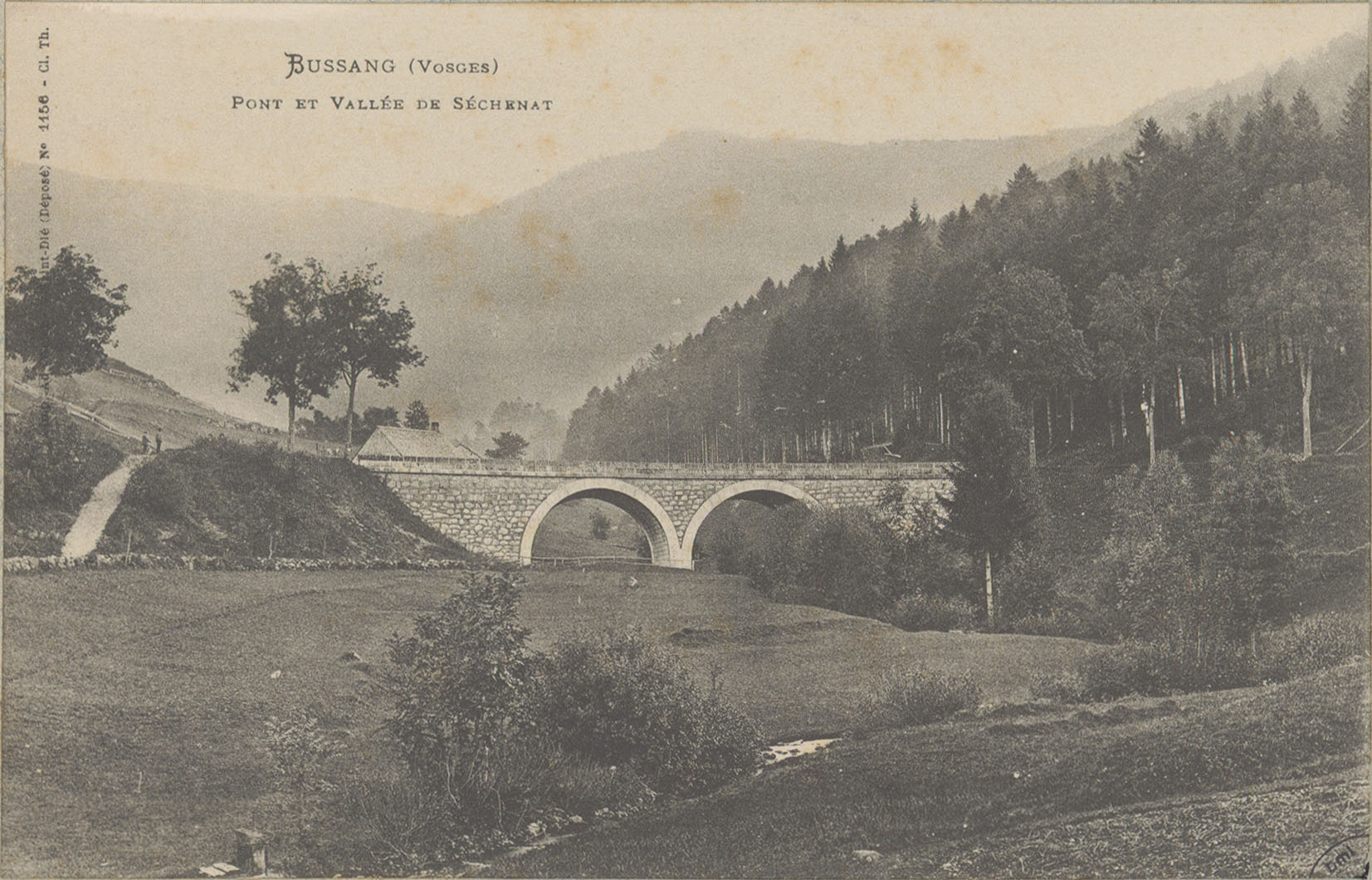
Pont et vallée de Séchenat.

Plus à l'ouest et au delà du col du Collet, on trouve le Haut de la Croix de l'Ermite culminant à 1 065 m. Le sommet tire son nom de l'ermite Pierre-Joseph Formet, dit le Frère Joseph, qui vivait du côté de Ventron. En continuant vers l'ouest se trouve le Haut de Rochelotte (1 003 m) ainsi que le col éponyme suivi de la tête des Corbeaux à 1 094 m. La station de ski de Larcenaire se trouve au pied de ces deux sommets sur un replat à 830 m d'altitude. Plus au sud on trouve la tête des Révolles et ses deux antennes à 965 m d'altitude, il s'agit du sommet le plus proche du centre du village. À la limite ouest de la commune, l'altitude se réduit et on trouve les deux derniers sommets du Haut des Sauvages (910 m) et du Berhamont (898 m). De l'autre côté de la Moselle se dresse la dernière partie du massif montagneux de Bussang qui comprend le Haut de la Rocholle (941 m) puis la tête de la Bouloie (1 166 m).
On pratique le ski alpin à Larcenaire (altitude 830-1 100 m) et le ski de fond à Rochelotte. La station de ski de La Bouloie est quant à elle fermée depuis 2010.

### Hydrographie et les eaux souterraines
La commune est située dans le bassin versant du Rhin au sein du bassin Rhin-Meuse. Elle est drainée par la Moselle, le ruisseau la Hutte, le ruisseau de Lamerey, le ruisseau le Noiregoutte et le ruisseau le Sechenat,. Le territoire bussenet et parsemé de petites vallées secondaires façonnées par de très nombreux torrents, qu'on appelle « gouttes » dans le dialecte montagnard local, dont les quatre principaux déjà cités : les torrents du Séchenat, de la Hutte, de Lamerey et de la Noiregoutte. Parmi leurs affluents, on trouve les torrents de la Goutte Devant, du Page, de Saint-Louis, du Drumont et de nombreux autres non nommés.
La Moselle, d’une longueur totale de 560 kilomètres, dont 315 kilomètres en France, prend sa source  sur le territorie communal au col de Bussang et se jette dans le Rhin à Coblence en Allemagne.
Les ruisseaux du Menil et le Sechenat.
Hydrogéologie et climatologie : Système d’information pour la gestion des eaux souterraines du bassin Rhin-Meuse :
Territoire communal : Occupation du sol (CORINE LAND COVER); Cours d'eau (BD Carthage),
Géologie : Carte géologique; Coupes géologiques et techniques,
Hydrogéologie : Masses d'eau souterraine; BD LISA; Cartes piézométriques.

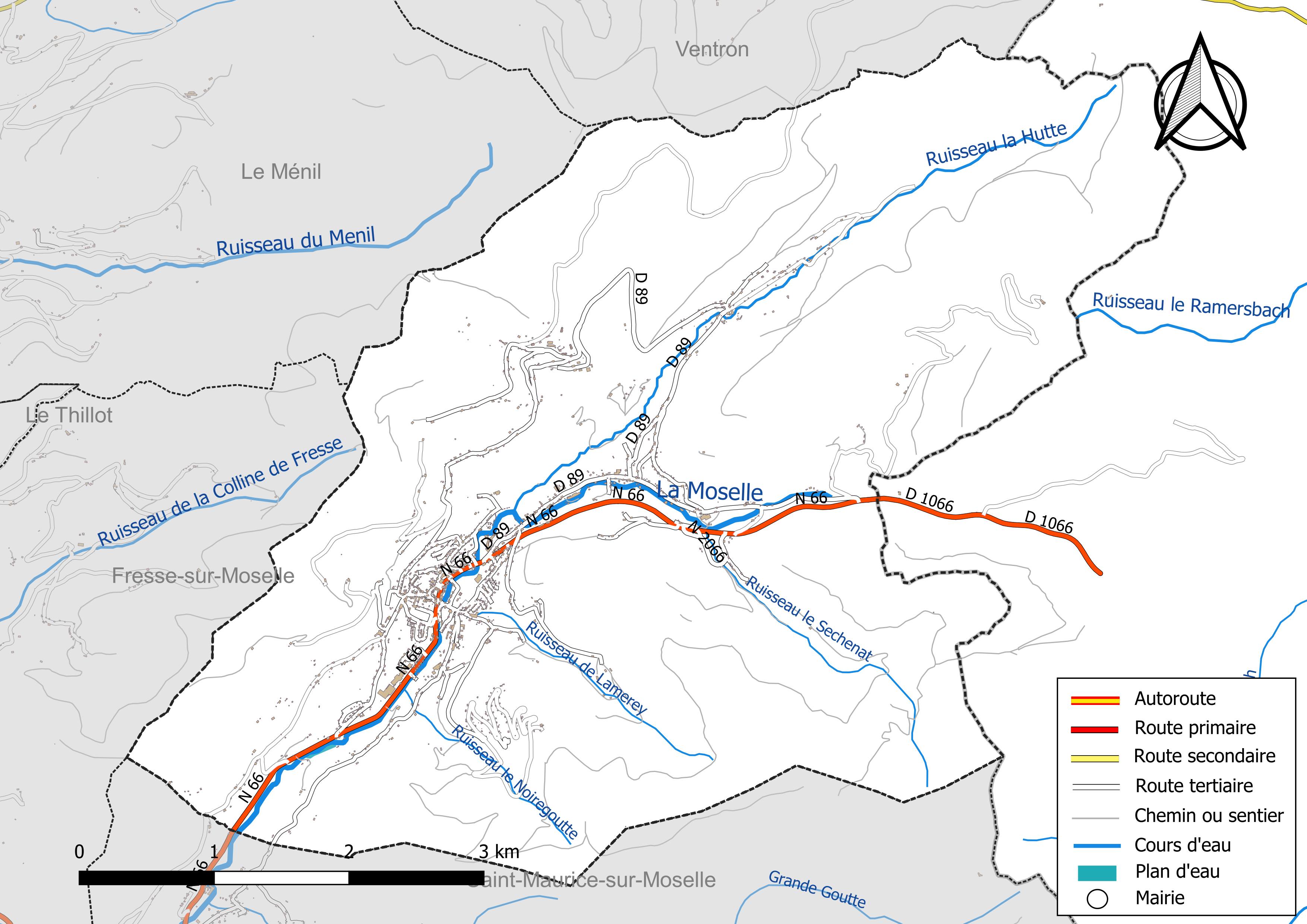
Réseaux hydrographique et routier de Bussang.

### Climat
Pour des articles plus généraux, voir Climat du Grand Est et Climat des Vosges.
En 2010, le climat de la commune est de type climat de montagne, selon une étude du Centre national de la recherche scientifique s'appuyant sur une série de données couvrant la période 1971-2000. En 2020, Météo-France publie une typologie des climats de la France métropolitaine dans laquelle la commune est exposée à un climat semi-continental et est dans la région climatique Vosges, caractérisée par une pluviométrie très élevée (1 500 à 2 000 mm/an) en toutes saisons et un hiver rude (moins de 1 °C).
Pour la période 1971-2000, la température annuelle moyenne est de 8,6 °C, avec une amplitude thermique annuelle de 16,7 °C. Le cumul annuel moyen de précipitations est de 1 859 mm, avec 14,3 jours de précipitations en janvier et 11,3 jours en juillet. Pour la période 1991-2020, la température moyenne annuelle observée sur la station météorologique de Météo-France la plus proche, « Sewen - Lac Alfeld_sapc », sur la commune de Sewen à 9 km à vol d'oiseau, est de 10,0 °C et le cumul annuel moyen de précipitations est de 2 282,3 mm. 
La température maximale relevée sur cette station est de 37,2 °C, atteinte le 24 juillet 2019 ; la température minimale est de −21 °C, atteinte le 12 janvier 1987,,.
Les paramètres climatiques de la commune ont été estimés pour le milieu du siècle (2041-2070) selon différents scénarios d'émission de gaz à effet de serre à partir des nouvelles projections climatiques de référence DRIAS-2020. Ils sont consultables sur un site dédié publié par Météo-France en novembre 2022.

## Urbanisme

### Typologie
Au 1er janvier 2024, Bussang est catégorisée commune rurale à habitat dispersé, selon la nouvelle grille communale de densité à sept niveaux définie par l'Insee en 2022.
Elle appartient à l'unité urbaine du Thillot, une agglomération intra-départementale regroupant huit  communes, dont elle est une commune de la banlieue,,. La commune est en outre hors attraction des villes,.

### Occupation des sols
L'occupation des sols de la commune, telle qu'elle ressort de la base de données européenne d’occupation biophysique des sols Corine Land Cover (CLC), est marquée par l'importance des forêts et milieux semi-naturels (78,5 % en 2018), en diminution par rapport à 1990 (80,2 %). La répartition détaillée en 2018 est la suivante : 
forêts (72 %), prairies (12,1 %), milieux à végétation arbustive et/ou herbacée (6,5 %), zones agricoles hétérogènes (5,8 %), zones urbanisées (3,6 %). L'évolution de l’occupation des sols de la commune et de ses infrastructures peut être observée sur les différentes représentations cartographiques du territoire : la carte de Cassini (XVIIIe siècle), la carte d'état-major (1820-1866) et les cartes ou photos aériennes de l'IGN pour la période actuelle (1950 à aujourd'hui).

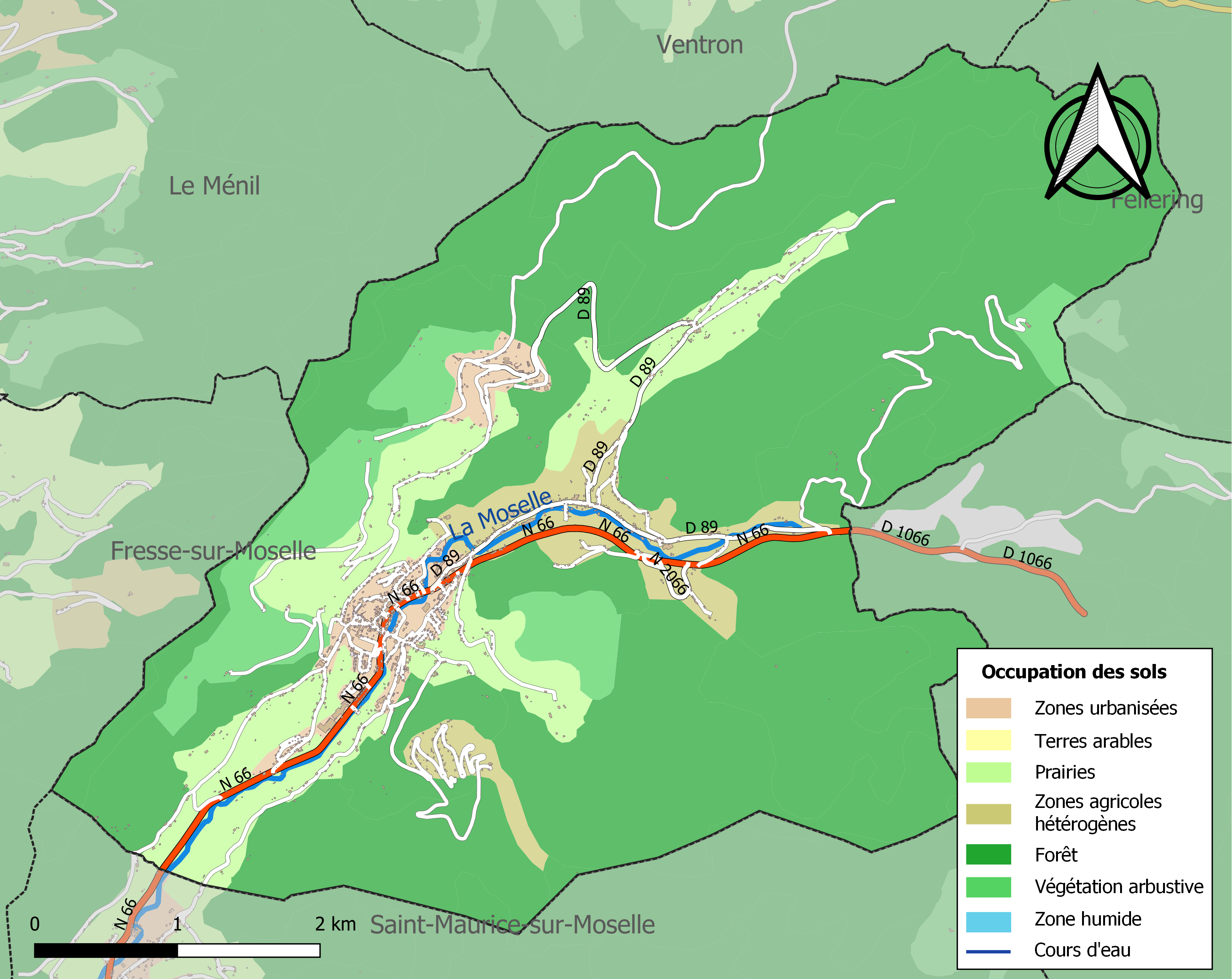
Carte des infrastructures et de l'occupation des sols de la commune en 2018 (CLC).

La commune bénéficie du plan local d'urbanisme dont la dernière procédure a été approuvée le 13 mars 2015.

### Voies de communications et transports

#### Voies routières
- D 89 > N 66 vers Husseren-Wesserling > Thann A 36 > Mulhouse.
- D 89 > Saint-Maurice-sur-Moselle > le Thillot.

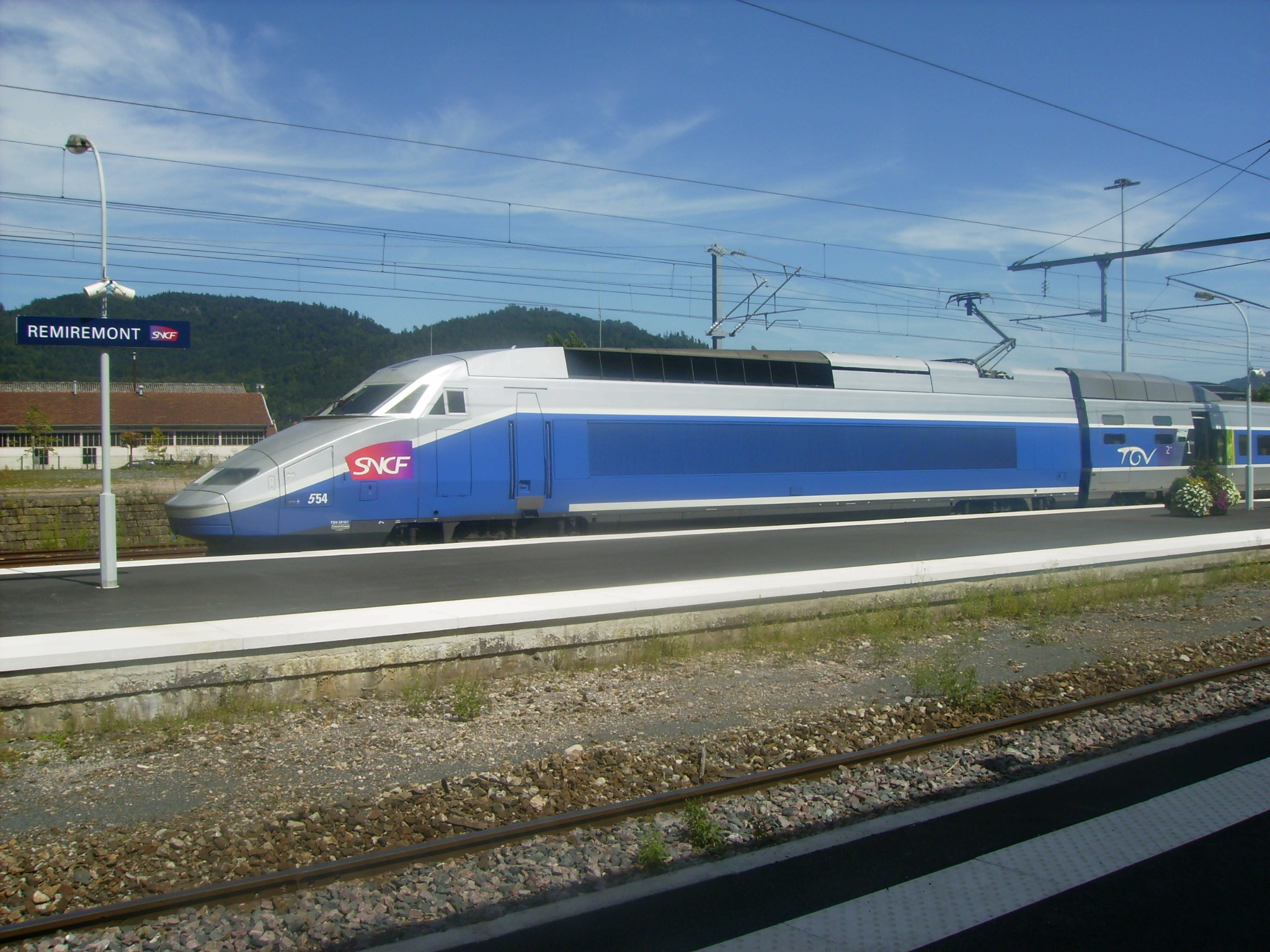
Gare de Remiremont. Gare desservie par le TGV et des trains TER Grand Est.

#### Transports en commun
- Fluo Grand Est.

##### SNCF
- Gare de Remiremont[25].
- Gare de Mulhouse-Ville.

##### Transports aériens
- Aéroport international de Bâle-Mulhouse-Fribourg

### Risques naturels et technologiques

#### Sismicité
Commune située dans une zone de sismicité modérée.

## Toponymie
D'un nom d'homme germanique Bosso ou Busso suivi du suffixe -ingen, francisé en -ang : « Domaine de Bosso ».

Buzant (XIe, XIIe siècles), Bussang (1434), Bussanc (1435), Bussain (1493), Bussan (1560), Bussans (1561), Buyssant (1563), Busans (1594), Bossan (XVIe siècle), Bussanum (1768).
En allemand : Büssing(en).
Au XIXe siècle, Bussang était également connu au niveau postal sous l'alias de Biltzenbach.

## Histoire
La haute vallée de la Moselle était empruntée par la voie romaine reliant Metz à Bâle. Bussang et Saint-Maurice-sur-Moselle étaient regroupées sous le nom de Visentine jusqu'en 1420, nom que garda la paroisse jusqu'à sa partition en 1767.
Résidence des comtes de Ferrette, puis des Habsbourg, le château d'Engelbourg contrôlait la route commerciale du col du Bussang.
En février 1856, des sœurs du couvent Saint-Esprit de Rouceux, venues pour répondre à une épidémie de choléra, fondèrent un hospice pour accueillir les vieillards et orphelins.
Le développement de la cité s'appuya successivement sur l'exploitation de mines assez modestes de plomb, de cuivre et d'argent, des eaux minérales puis sur l'industrie textile. Benjamin Pottecher, industriel spécialisé dans la fabrication de couverts et maire de la localité, fut l'un des premiers en France à appliquer la journée de huit heures.

### Les projets de percement des Vosges du Sud
Le non aboutissement des projets de désenclavement du sud des Vosges a été, à l'origine, la conséquence des précautions politiques et stratégiques imposées par la frontière de 1871. Avec la fin de la Première Guerre mondiale, les projets de percée des Vosges ont été certes nombreux et riches par leur argumentaire en faveur de tel ou tel tracé, mais aucune décision n'a encore été prise pour un percement du sud des Vosges qui viserait à relancer les activités des deux côtés du massif vosgien,. Dans cette période politique difficile en Europe, un contre-projet totalement inattendu fit son apparition en 1913 ; il consistait à passer sous le ballon d'Alsace, à quelque distance de Bussang, pour relier Saint-Maurice-sur-Moselle ou le Thillot à Giromagny dans le territoire de Belfort,,,. Le chantier d'un tunnel de Bussang qui devait assurer la liaison entre Saint-Maurice-sur-Moselle et Wesserling et contribuer au désenclavement de la haute vallée de la Moselle fut entamé mais jamais achevé,.
Et alors que, plus au nord, le tunnel de Sainte-Marie-aux-Mines — le tunnel Maurice-Lemaire —, aujourd'hui transformé en tunnel routier et mis aux normes européennes, fait communiquer la haute vallée de la Meurthe avec l'Alsace ; ce qui ouvre de réelles perspectives de développement interrégionaux et transfrontaliers, en reliant Saint-Dié-des-Vosges à Sélestat, la percée des Vosges du sud reste attendue depuis… 1909.
Dans une plaquette publiée en effet en 1909, le comité Pinot Pottecher s'était pourtant employé à faire valoir les avantages du projet du tunnel de Bussang et les inconvénients des deux autres projets sud-vosgiens, laissant de côté les projets plus au nord de Sainte-Marie-aux-Mines et de Saales qu'il estimait ne pas être de sa compétence. Il résumait ainsi ses conclusions : « Nous croyons avoir suffisamment démontré le grand intérêt qu'il y aurait à accorder la préférence au projet de percée Bussang-Kruth. »

### La Seconde Guerre mondiale
Après l'arrivée des Allemands en juin 1940, de nombreux Bussenets rejoignent les maquis des environs. Ils participeront notamment à l'évasion de prisonniers en Alsace. Pendant cette période d'occupation, certaines familles devront accueillir des soldats allemands.
La commune de Bussang est libérée en novembre 1944. Les bombardements l'ayant épargnée, ses habitants érigent en 1948 une statue représentant la patronne de la cité, sainte Barbe, en reconnaissance de sa protection.
Foyer de résistance lors de la Seconde Guerre mondiale, la commune a été décorée, le 11 novembre 1948, de la Croix de guerre 1939-1945.

## Politique et administration

### Découpage territorial

#### Intercommunalité
Commune membre de la Communauté de communes des Ballons des Hautes-Vosges.

### Liste des maires
| Période                                  | Période    | Identité                | Étiquette | Qualité                   |
| ---------------------------------------- | ---------- | ----------------------- | --------- | ------------------------- |
| Les données manquantes sont à compléter. |            |                         |           |                           |
| juin 1995                                | mars 2001  | Henri Houël (1925-2014) |           | Officier de réserve       |
| mars 2001                                | avril 2002 | Alexandre Parmentier    | PCF       | Décédé en cours de mandat |
| avril 2002                               | juin 2002  | Jean-Luc Griesser       |           | Maire-adjoint par intérim |
| juin 2002                                | mars 2008  | Antoine Richardin       | DVD       |                           |
| mars 2008                                | mai 2020   | Alain Vinel             |           | Retraité des douanes      |
| mai 2020                                 | En cours   | Bachir Aïd              |           | [ 48 ]                    |

### Budget et fiscalité 2022

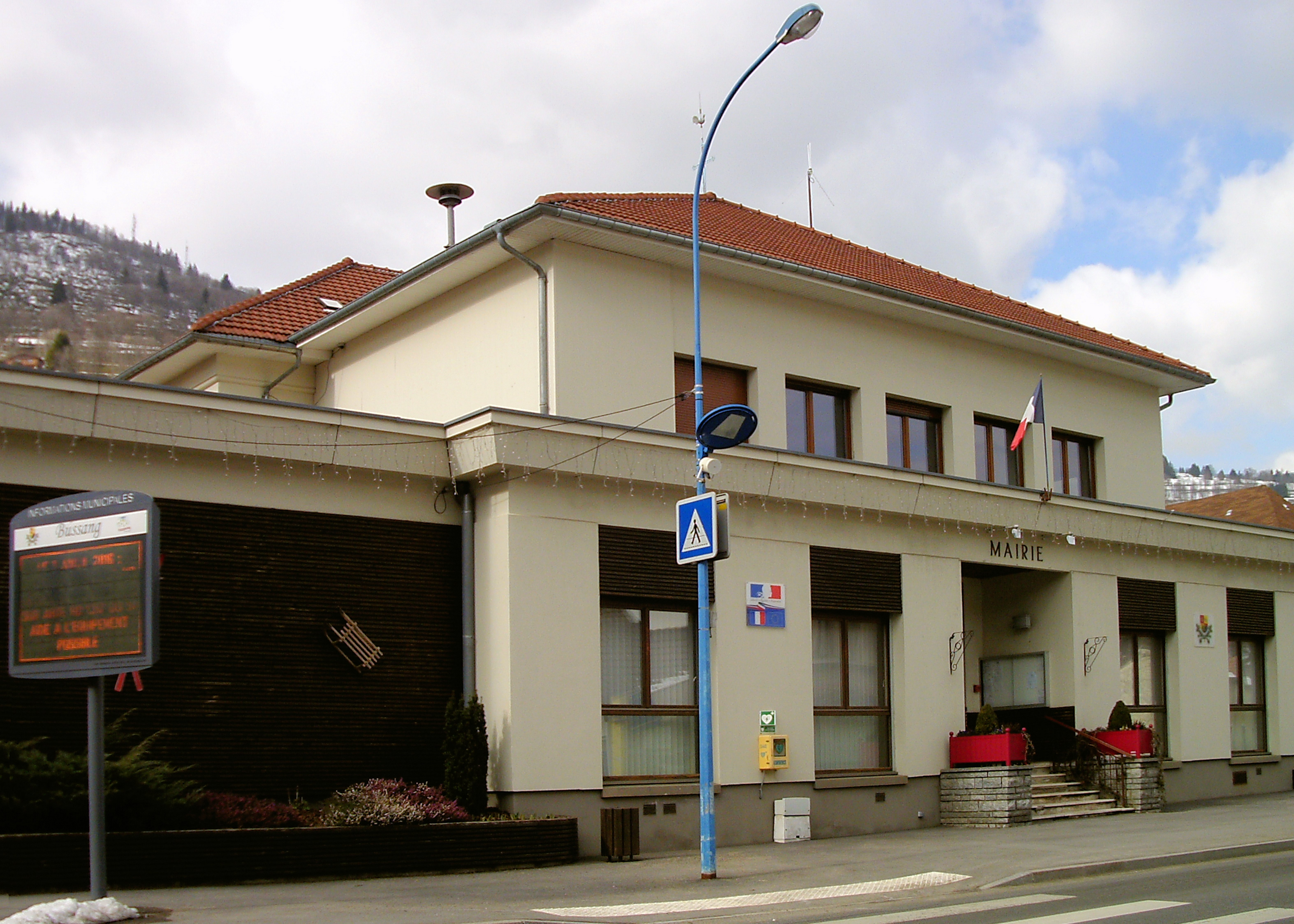
La mairie.

En 2022, le budget de la commune était constitué ainsi :
- total des produits de fonctionnement : 2 115 000 €, soit 1 542 € par habitant ;
- total des charges de fonctionnement : 1 605 000 €, soit 1 170 € par habitant ;
- total des ressources d'investissement : 467 000 €, soit 340 € par habitant ;
- total des emplois d'investissement : 371 000 €, soit 270 € par habitant ;
- endettement : 807 000 €, soit 588 € par habitant.

Avec les taux de fiscalité suivants :
- taxe d'habitation : 22,82 % ;
- taxe foncière sur les propriétés bâties : 40,22 % ;
- taxe foncière sur les propriétés non bâties : 25,12 % ;
- taxe additionnelle à la taxe foncière sur les propriétés non bâties : 38,75 % ;
- cotisation foncière des entreprises : 22,71 %.

Chiffres clés Revenus et pauvreté des ménages en 2021 : médiane en 2021 du revenu disponible, par unité de consommation : 200 100 €.

### Jumelages
- Bussang est jumelée avec  La Turballe (France) en Loire-Atlantique.

## Population et société

### Démographie

#### Évolution démographique
L'évolution du nombre d'habitants est connue à travers les recensements de la population effectués dans la commune depuis 1793. Pour les communes de moins de 10 000 habitants, une enquête de recensement portant sur toute la population est réalisée tous les cinq ans, les populations de référence des années intermédiaires étant quant à elles estimées par interpolation ou extrapolation. Pour la commune, le premier recensement exhaustif entrant dans le cadre du nouveau dispositif a été réalisé en 2008.

En 2022, la commune comptait 1 289 habitants, en évolution de −8,26 % par rapport à 2016 (Vosges : −2,96 %, France hors Mayotte : +2,11 %).
| 1793  | 1800  | 1806  | 1821  | 1831  | 1836  | 1841  | 1846  | 1856  |
| ----- | ----- | ----- | ----- | ----- | ----- | ----- | ----- | ----- |
| 1 429 | 1 607 | 1 707 | 1 781 | 2 349 | 2 423 | 2 335 | 2 282 | 2 032 |

| 1861  | 1866  | 1872  | 1876  | 1881  | 1886  | 1891  | 1896  | 1901  |
| ----- | ----- | ----- | ----- | ----- | ----- | ----- | ----- | ----- |
| 2 165 | 2 086 | 2 115 | 2 192 | 2 409 | 2 483 | 2 844 | 2 607 | 2 508 |

| 1906  | 1911  | 1921  | 1926  | 1931  | 1936  | 1946  | 1954  | 1962  |
| ----- | ----- | ----- | ----- | ----- | ----- | ----- | ----- | ----- |
| 2 716 | 2 898 | 2 578 | 2 600 | 2 586 | 2 578 | 2 246 | 2 368 | 2 271 |

| 1968  | 1975  | 1982  | 1990  | 1999  | 2006  | 2008  | 2013  | 2018  |
| ----- | ----- | ----- | ----- | ----- | ----- | ----- | ----- | ----- |
| 2 231 | 2 058 | 1 917 | 1 809 | 1 777 | 1 650 | 1 612 | 1 451 | 1 360 |

| 2022  | - | - | - | - | - | - | - | - |
| ----- | - | - | - | - | - | - | - | - |
| 1 289 | - | - | - | - | - | - | - | - |

#### Pyramide des âges
La population de la commune est relativement âgée. En 2019, le taux de personnes d'un âge inférieur à 30 ans s'élève à 18,7 %, soit un taux inférieur à la moyenne départementale (31,1 %). Le taux de personnes d'un âge supérieur à 60 ans (45,4 %) est supérieur au taux départemental (31,1 %).
En 2019, la commune comptait 631 hommes pour 718 femmes, soit un taux de 53,22 % de femmes, supérieur au taux départemental (51,32 %).
Les pyramides des âges de la commune et du département s'établissent comme suit :
| Hommes | Classe d’âge | Femmes |
| ------ | ------------ | ------ |
| 3,5    | 90 ou +      | 6,1    |
| 12,2   | 75-89 ans    | 21,0   |
| 23,4   | 60-74 ans    | 23,7   |
| 28,6   | 45-59 ans    | 21,6   |
| 10,9   | 30-44 ans    | 11,2   |
| 12,6   | 15-29 ans    | 7,9    |
| 8,7    | 0-14 ans     | 8,4    |

| Hommes | Classe d’âge | Femmes |
| ------ | ------------ | ------ |
| 0,8    | 90 ou +      | 2,3    |
| 8,1    | 75-89 ans    | 11,6   |
| 20,5   | 60-74 ans    | 21     |
| 21,1   | 45-59 ans    | 20,4   |
| 16,9   | 30-44 ans    | 16,2   |
| 16     | 15-29 ans    | 13,7   |
| 16,5   | 0-14 ans     | 14,9   |

### Enseignement
Établissements d'enseignements :
- école maternelle et primaire ;
- collèges au Thillot, à Cornimont, Saint-Amarin et la Bresse ;
- lycées à Remiremont, Masevaux-Niederbruck, Thann et Gérardmer.

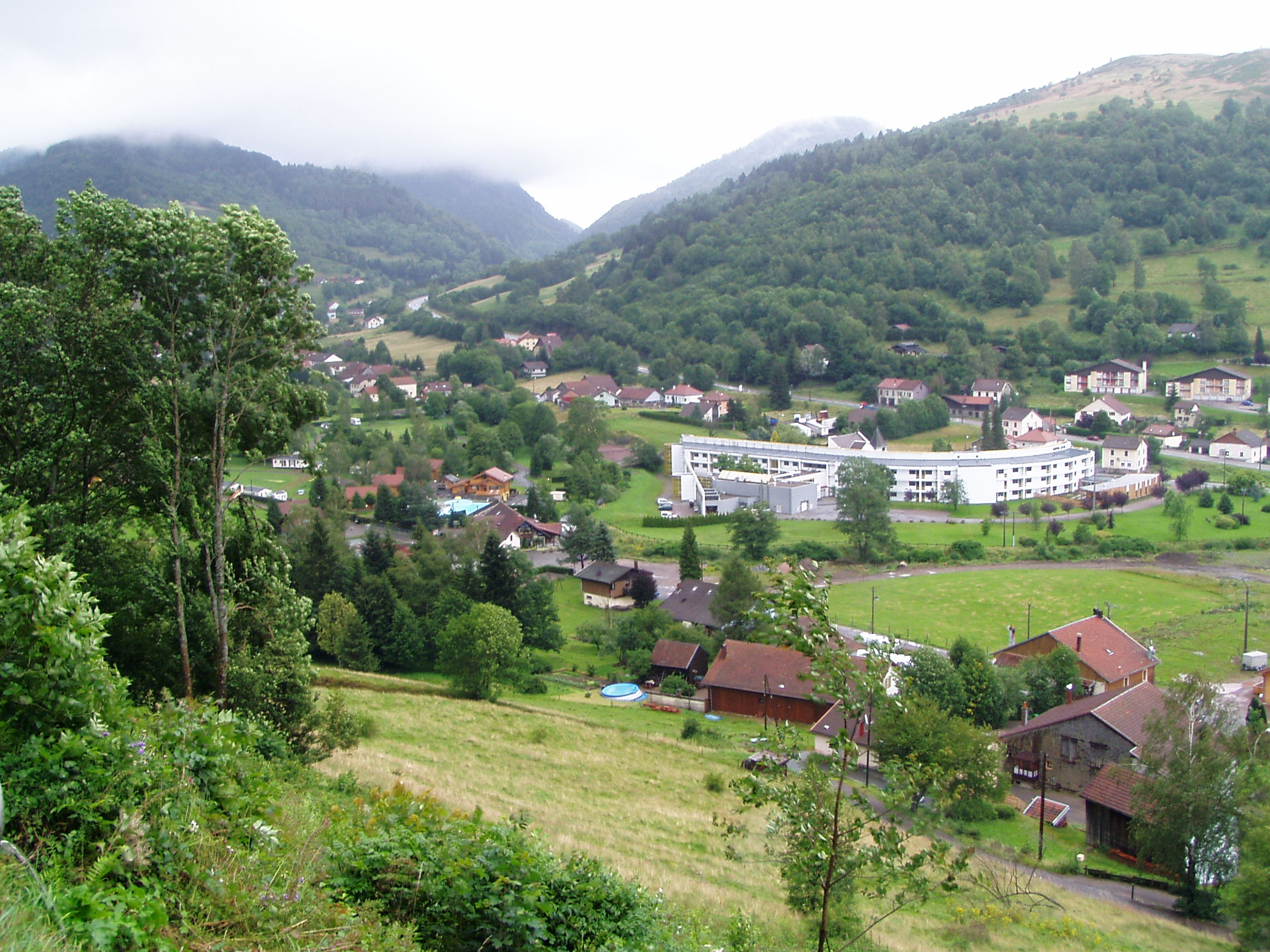
Vue sur l'hôpital local.

### Santé
Professionnels et établissements de santé :
- médecins à Bussang, Saint-Maurice-sur-Moselle, Fresse-sur-Moselle et au Thillot ;
- pharmacies à Bussang, Saint-Maurice-sur-Moselle, au Thillot et à Ramonchamp ;
- hôpitaux à Bussang, au Thillot, à Cornimont et Oderen.

### Cultes
- Culte catholique, Paroisse Bienheureux-Frédéric-Ozanam, le Thillot[58], Diocèse de Saint-Dié.

## Économie

### Entreprises et commerces

#### Agriculture
- Élevage d'ovins et de caprins.
- Culture de légumes, de melons, de racines et de tubercules[59].

#### Tourisme
La commune de Bussang est classée, en novembre 2018, comme station de tourisme.
- Restaurants.
- Hôtels.
- Gîtes de France.
- Refuges de montagne.

#### Commerces

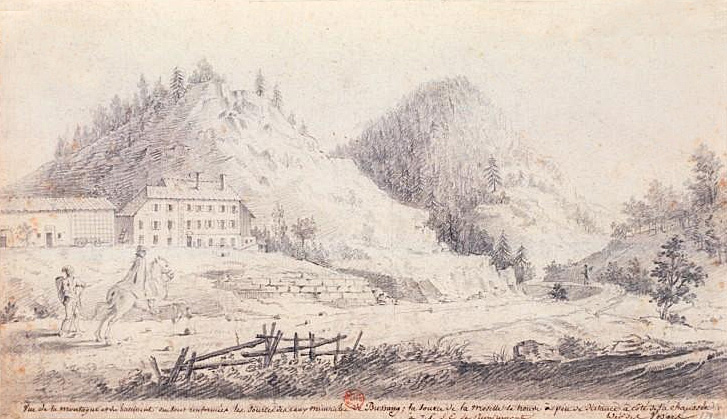
Vue de la montagne et du bâtiment où sont renfermées les sources des eaux minérales de Bussang (1790).

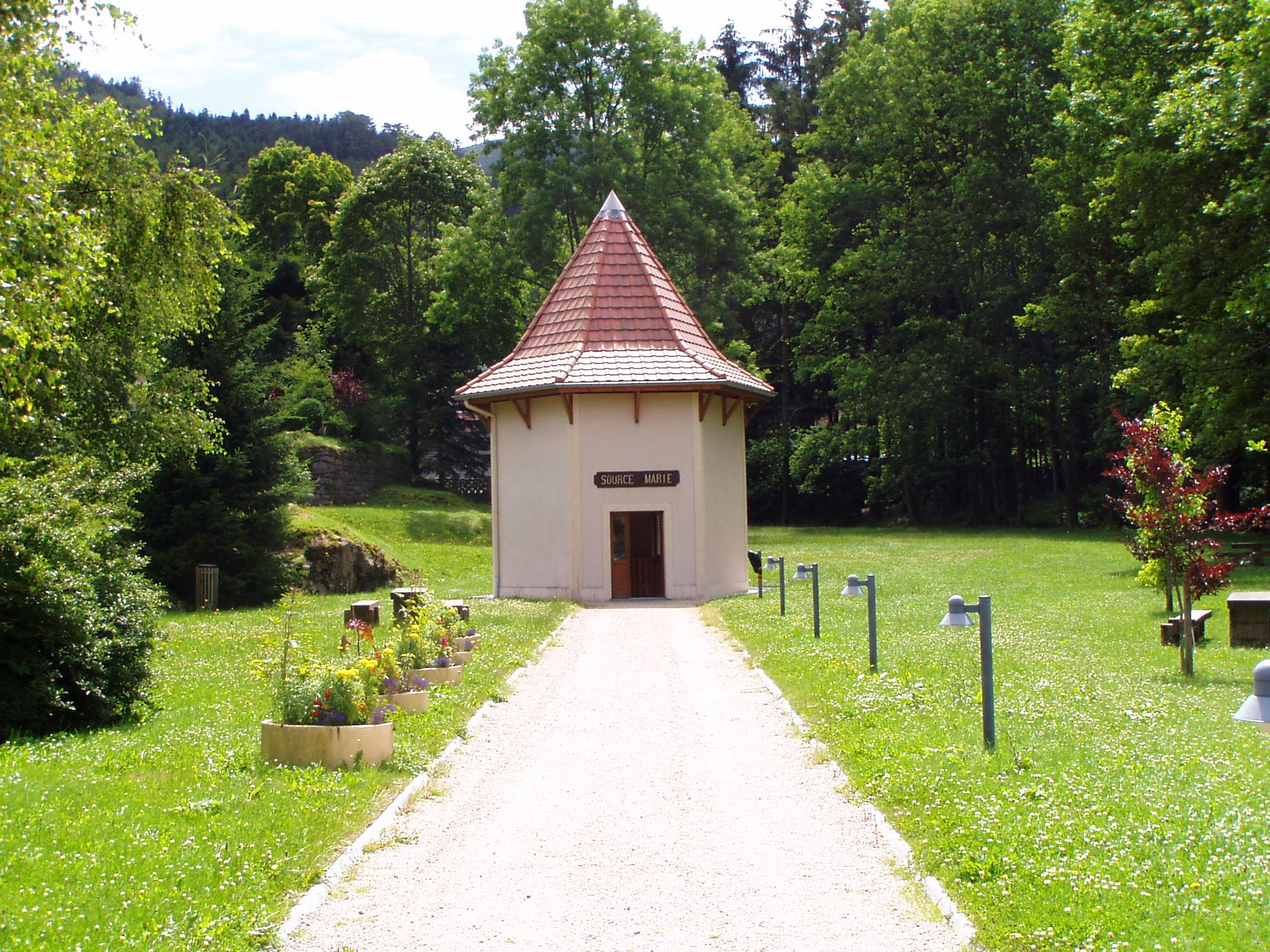
La source Marie.

Les eaux minérales :
Découvertes à flanc de montagne, les eaux minérales de Bussang ont transformé la ville en station thermale.
Quatre sources furent mises au jour, la grande et la petite Salmade, les Demoiselles et la source Marie.
Au XVIIe siècle, les ducs de Lorraine furent attirés par cette richesse naturelle. Il s'agit d'une eau ferrugineuse et reconstituante, préconisée pour lutter contre l'anémie. L'un des slogans de l'époque disait « Bussang = Sang Bu ». À partir du milieu du XIXe siècle, l'activité se développa et un établissement thermal moderne vit le jour. En effet, le fer a tendance à se déposer sur les parois des bouteilles et l'eau à perdre ses propriétés ferrugineuses dans le transport jusqu'à Paris. Une station thermale alimentée par les eaux permet un tourisme de curistes.
En 1908 et 1909, des analyses permettent d'établir que l'eau de Bussang contient des éléments radioactifs. Les médecins de l'époque recommandent cette eau et la radioactivité en est un élément de réclame. Elle est surnommée « l'eau la plus radioactive de France ».
Saccagé durant les deux guerres mondiales, l'établissement thermal perdit l'agrément de la Sécurité sociale en 1958 en raison du débit trop faible et d'une contamination bactérienne de trois des sources précédemment citées. L'agrément d'utilité publique fut retiré. C'est pourquoi en 1971, l'usine d'embouteillage ferma ses portes pour laisser place à une limonaderie qui, à son tour, périclita à la fin des années 1980.

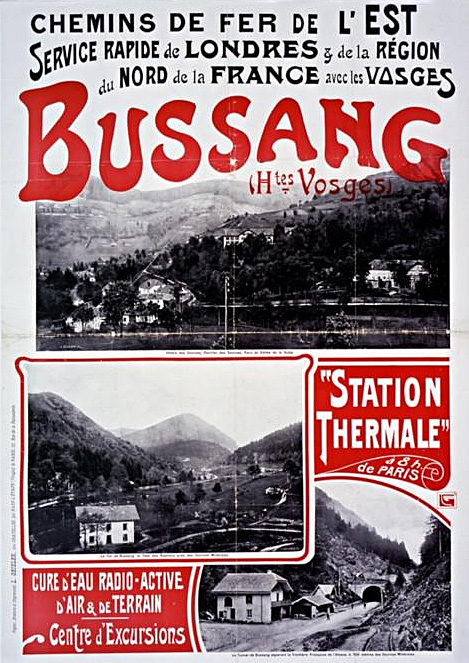
Affiche de 1909.

Bussang ne désespère cependant pas de retrouver, dans un avenir proche, son glorieux passé de cité thermale. En effet, des investisseurs privés ont acheté une partie du site en 1997, l'ont assaini et sont en passe de devenir propriétaires de l'autre partie du site en liquidation judiciaire. Ils possèdent aujourd'hui une nouvelle source[Quand ?], celle du mont Charat, à l'étude chez Straumann, hydrologue à Strasbourg. Cette nouvelle source possède les mêmes caractéristiques que les sources Salmade et Demoiselle aujourd'hui inexploitables en raison de leur contamination bactérienne. La seule « rescapée » est la source Marie, propriété communale et dès lors ouverte au public.
- La commune a acheté l'ancien site d'embouteillage, par le biais d'une préemption. Cette préemption fait l'objet d'une procédure devant le tribunal administratif de Nancy et le TGI d'Épinal. La commune n'en est donc pas totalement propriétaire. Quoi qu'il en soit les anciens points d'émergence du site d'embouteillage restent victimes de la pollution bactérienne et seul le forage de la source du mont Charat, propriété d'investisseurs privés, permettra la relance d'un embouteillage. Un projet est à l'étude.
- Choisi par la municipalité, le groupe Vikings a créé un établissement de jeux, équipé de 50 machines à sous et de jeux traditionnels, ainsi que d'un restaurant et d'une salle de spectacles. Bussang n'ayant jamais perdu son statut de ville thermale, l'autorisation du ministère de l'Intérieur a été acquise le 19 juillet 2005. Le casino est ouvert depuis le 9 novembre 2006.
- Commerces et services de proximité[64].

## Culture locale et patrimoine

### Lieux et monuments

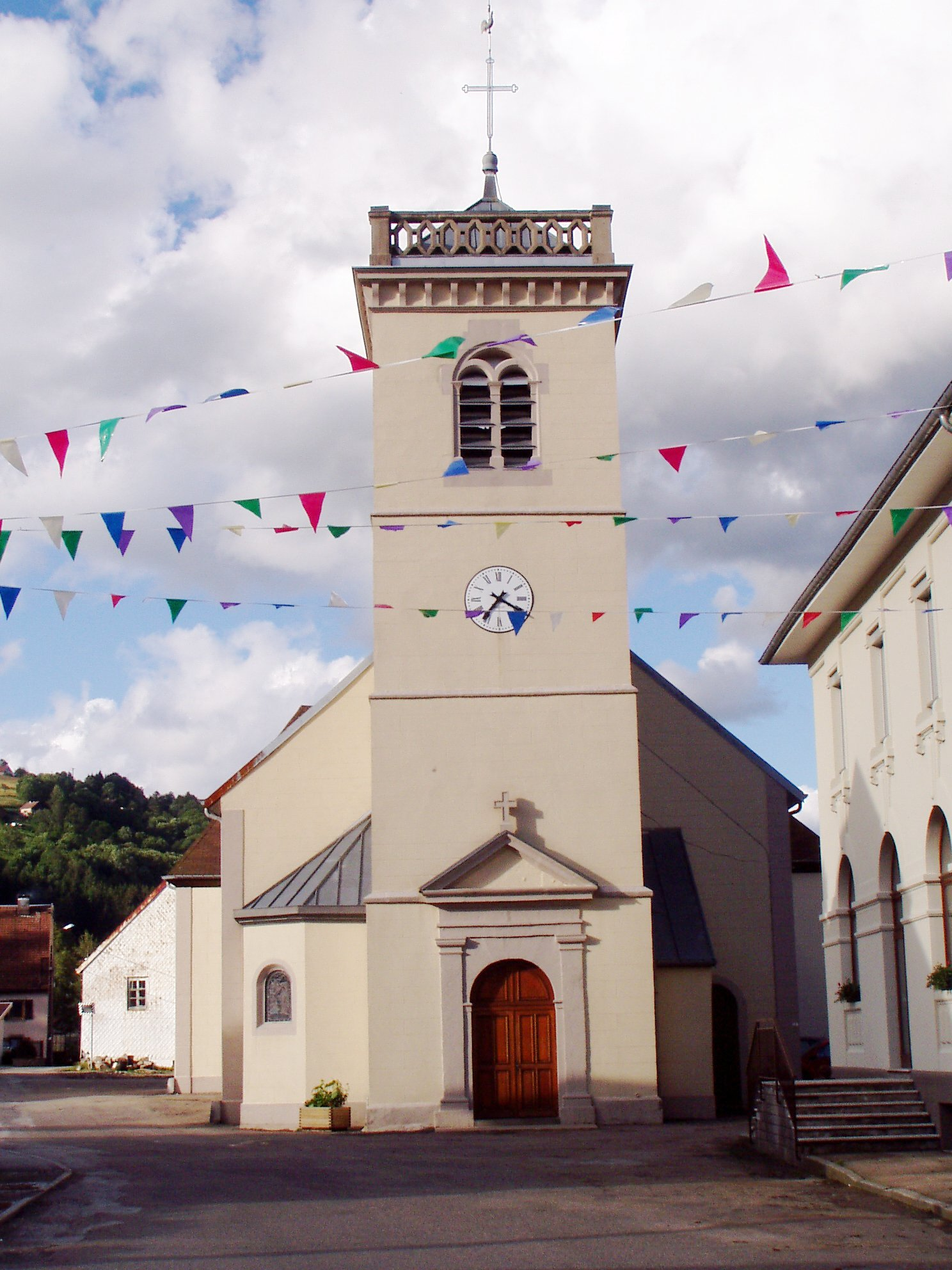
L'église Sainte-Barbe.
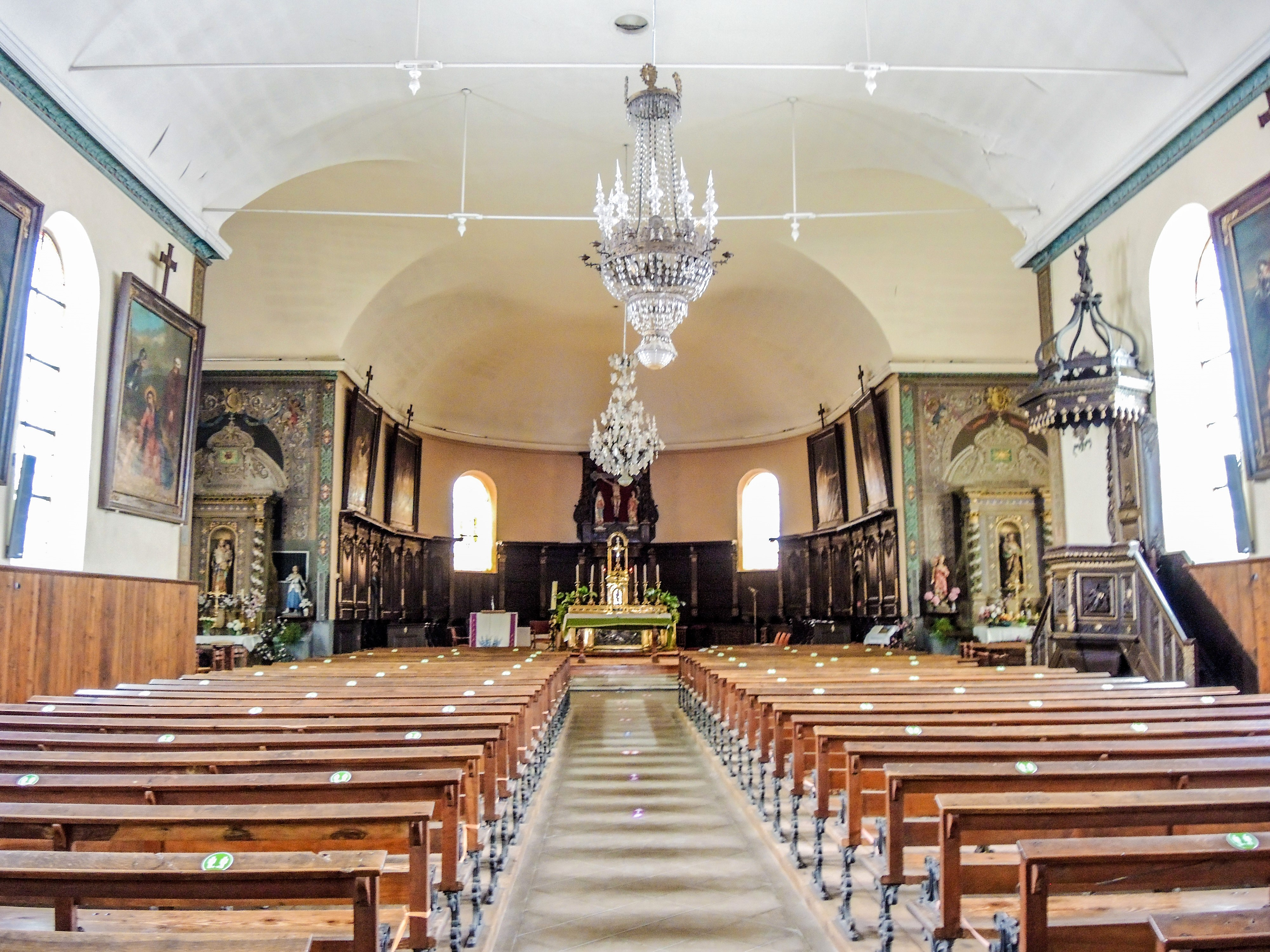
Nef de l'église.
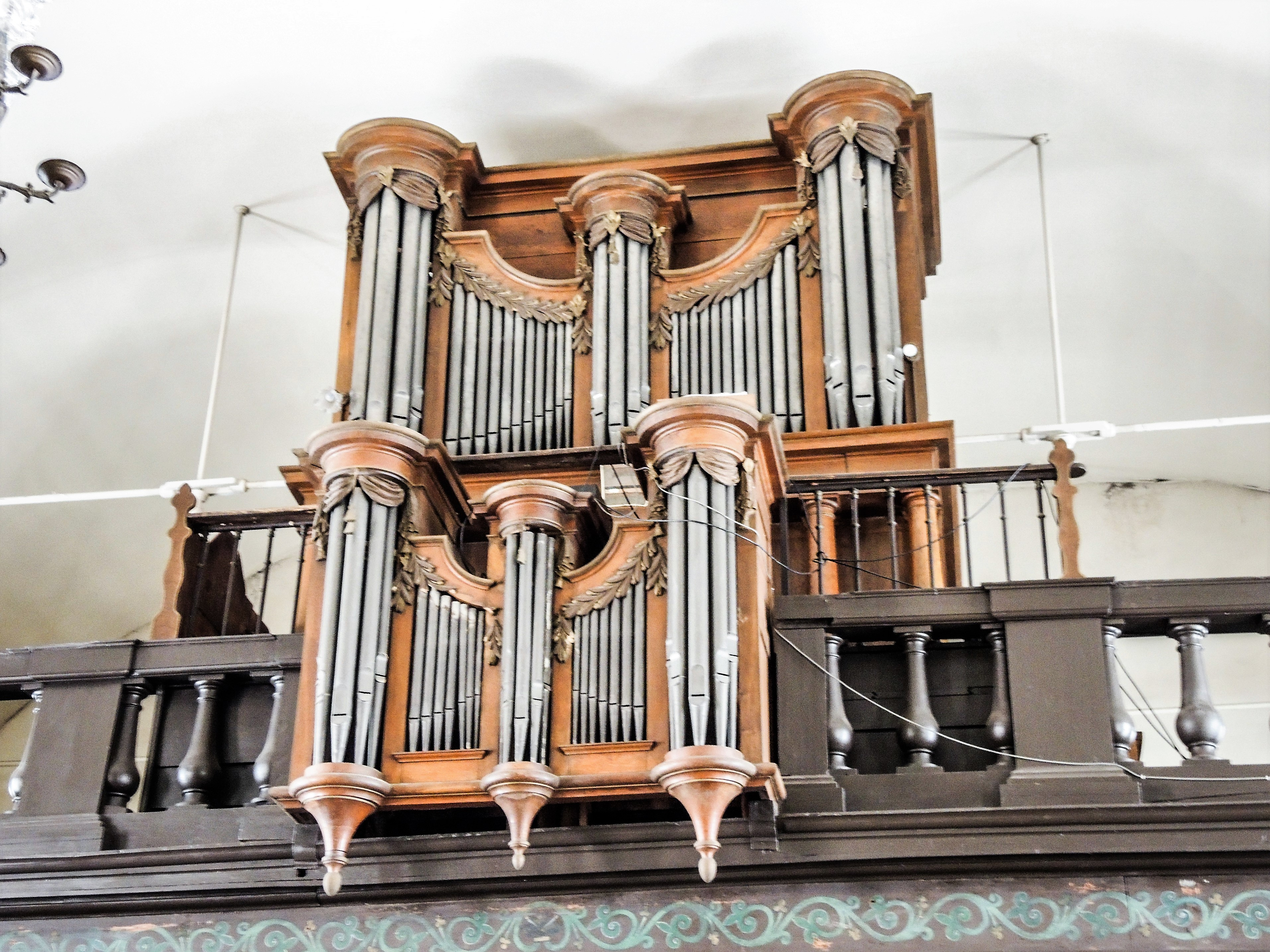
Orgue de Jean-Nicolas Jeanpierre.
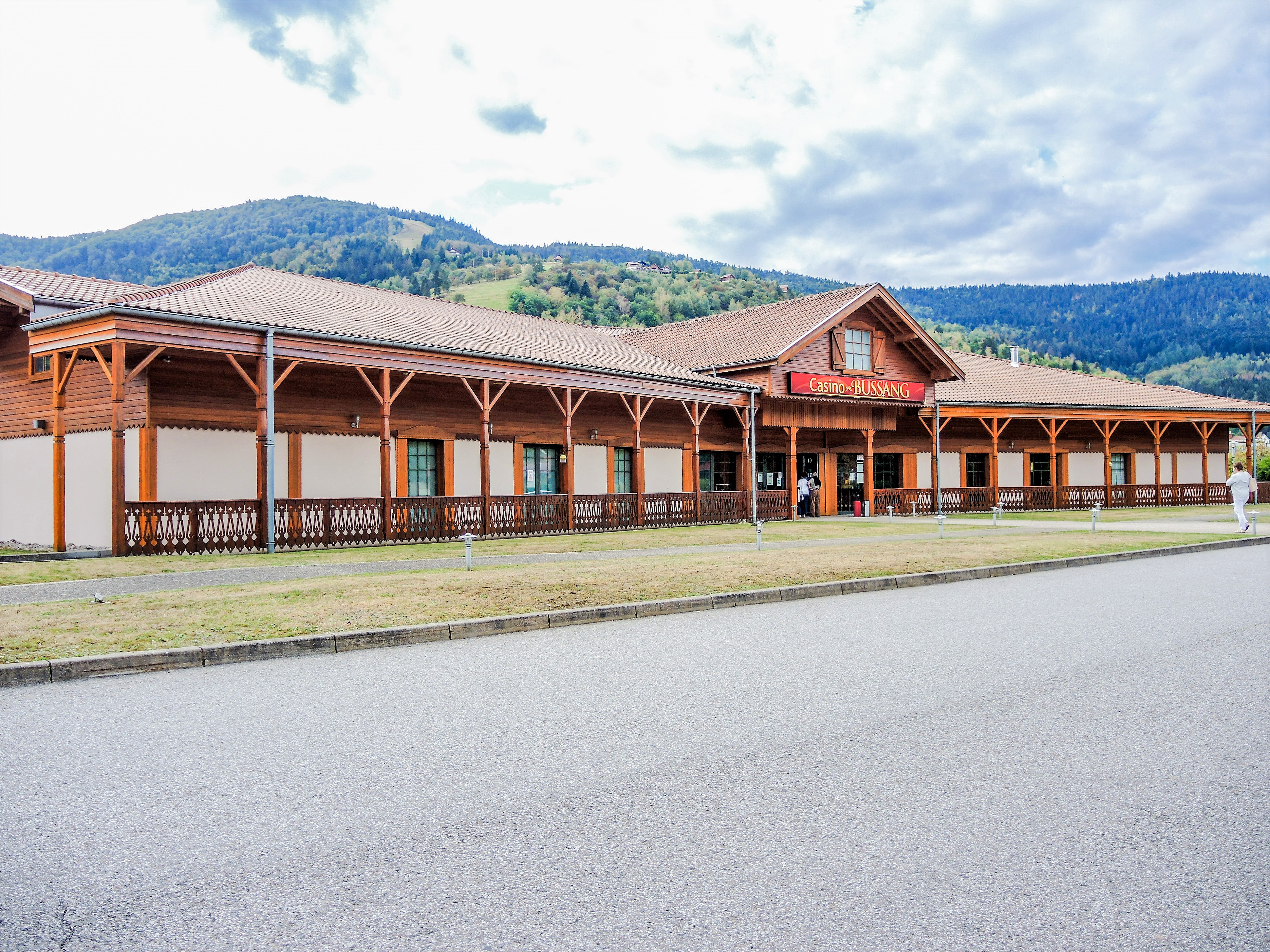
Casino.
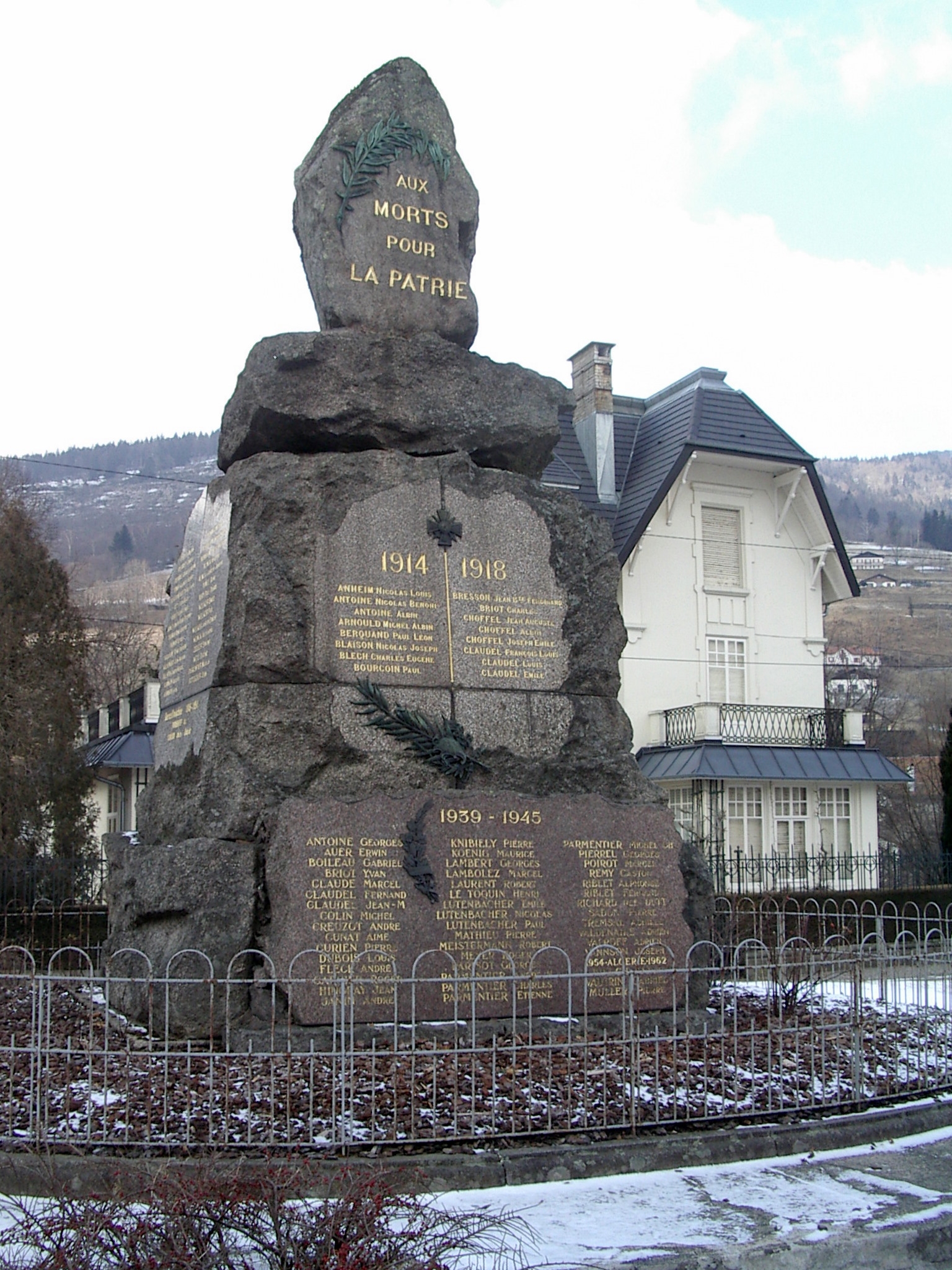
Monument aux morts. Conflits commémorés : Guerres 1914-1918 - 1939-1945.
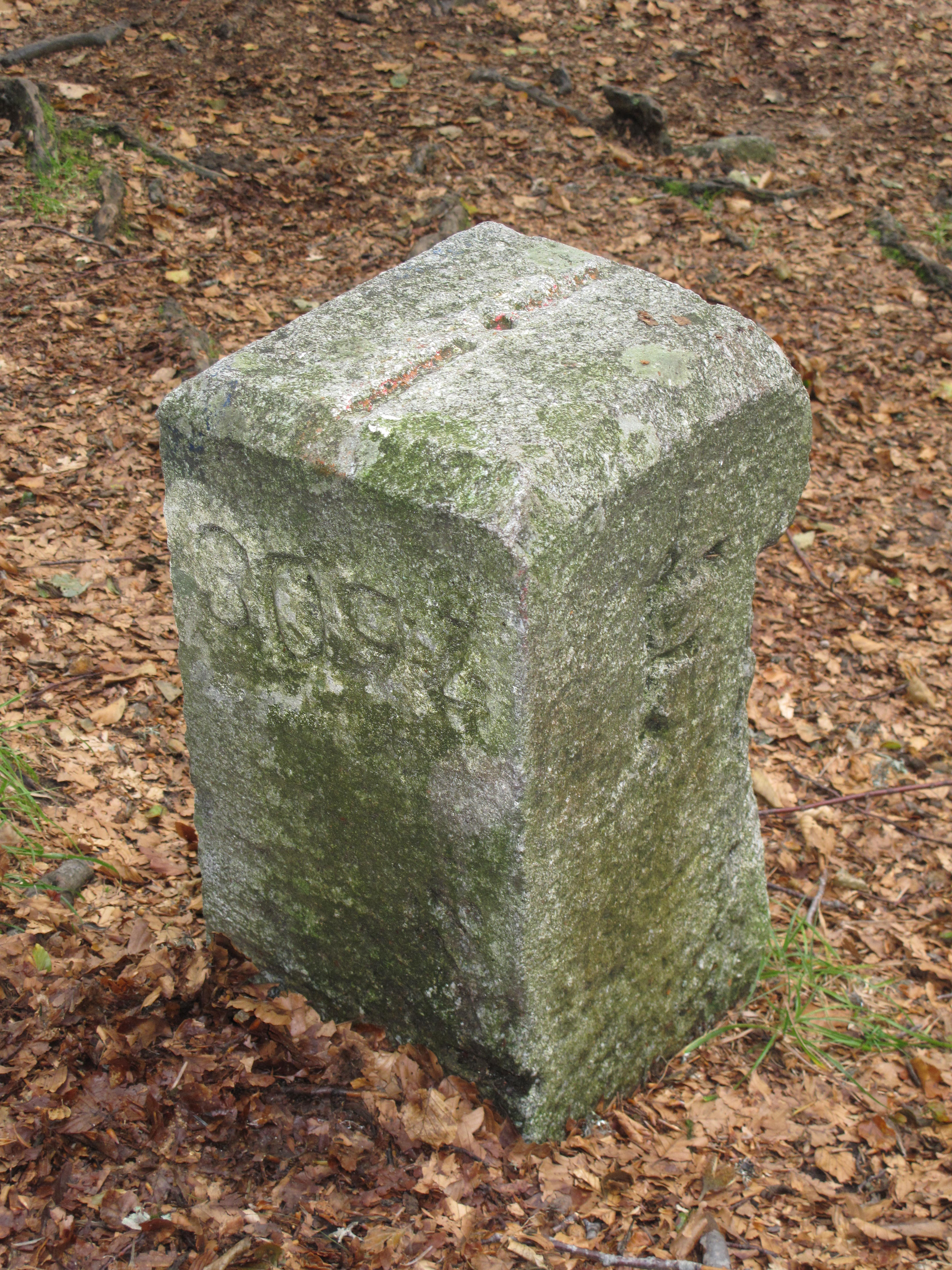
Borne marquant l'ancienne frontière entre la France et l'Allemagne pendant l'occupation allemande de l'Alsace-Lorraine (1871-1918).
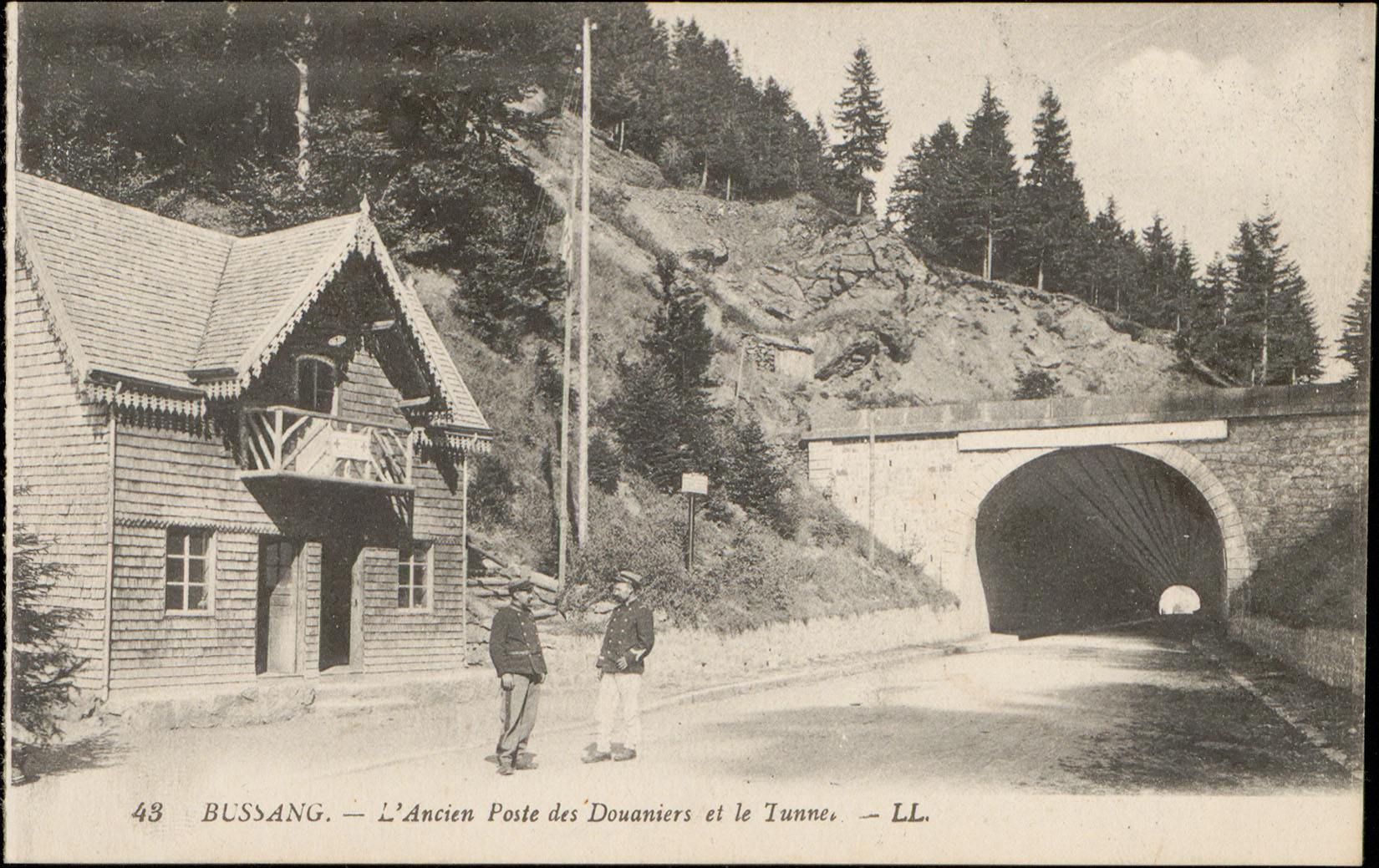
L'Ancien poste des douaniers et le tunnel, entre 1880 et 1945.

#### Le théâtre du Peuple

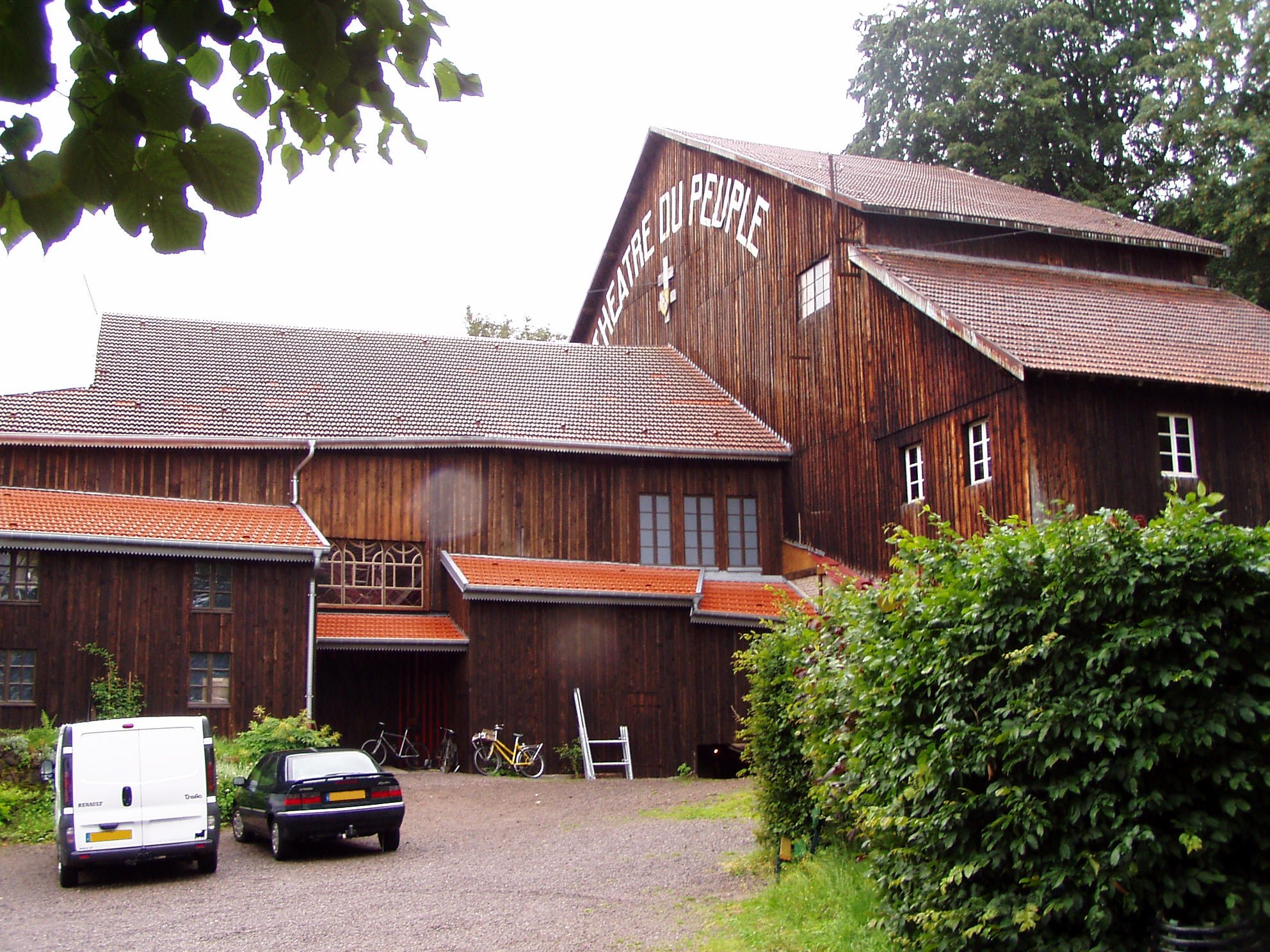
Le théâtre du Peuple.

Le théâtre du Peuple fut créé par Maurice Pottecher en 1895. Entièrement en bois, le théâtre a la particularité de pouvoir s'ouvrir sur l'arrière-scène, offrant un décor naturel inhabituel et montagnard. Plusieurs pièces de Maurice Pottecher, montées au théâtre du Peuple, ont été publiées. Les pièces présentées durant la saison d'été mêlent professionnels et amateurs depuis l'origine.
Il fait l’objet d’un classement au titre des monuments historiques depuis le 2 août 1976.
Ce théâtre a servi de modèle à de nombreuses expériences de théâtre populaire en France, tel celui de Courçay (1906, 1908) en Indre-et-Loire.
Aucune pièce n'a été jouée au théâtre du peuple pendant la Seconde guerre mondiale.

#### Source de la Moselle

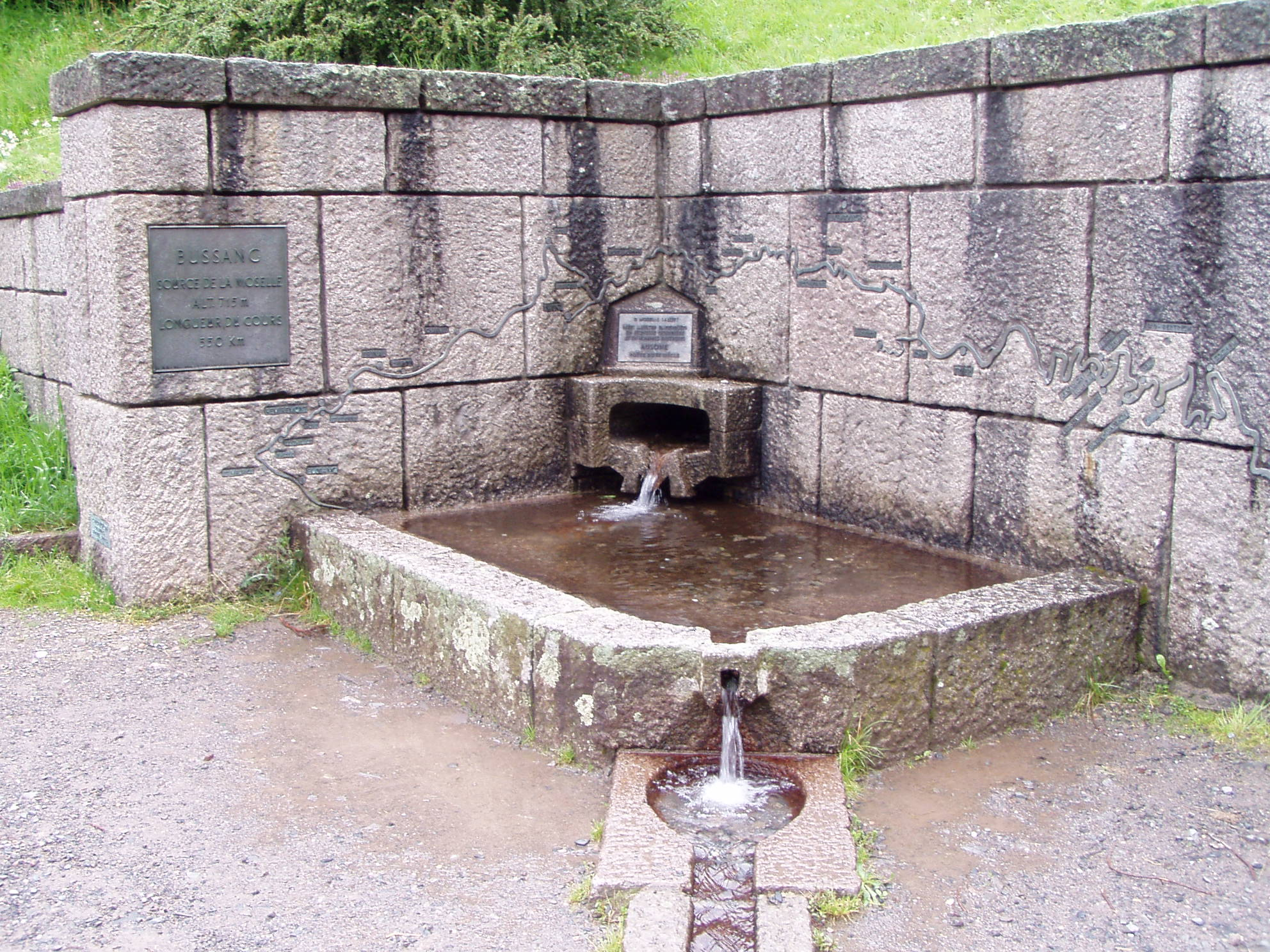
La source de la Moselle.

Une fontaine située à 731 mètres d'altitude, près du col de Bussang, est présentée comme la source officielle mais la Moselle se forme de la réunion de plusieurs ruisseaux dont certains sourdent à plus de 1 000 mètres, sur les pentes du Grand Drumont.
La longueur totale de la rivière est de 560 km, dont 313 km en France, 39 km formant frontière entre le Luxembourg et l'Allemagne, et 208 km exclusivement en Allemagne.
L'intérêt des gouvernements quant à l'importance économique et écologique de la Moselle s'était d'ailleurs traduit par le décret no 62-1006 du 18 août 1962 portant publication du "Protocole entre la France, l’Allemagne et le Luxembourg concernant la constitution d’une commission internationale pour la protection de la Moselle contre la pollution".

#### Divers
- L'église Sainte-Barbe du XVIIIe siècle[70], son mobilier d'origine monastique, son orgue de 1838[71],[72] ; le presbytère du XVIIIe siècle également, situé derrière l'église, a été détruit en 2019[73] ;
- Le casino, inauguré le 8 novembre 2006, recouvert de bois à l'image du théâtre ;
- Monuments commémoratifs[74],[75] ;
- Nombreuses croix : La croix de Fresse, la croix Grosjean, la croix des Pestiférés[76] ;
- Statue Sainte Barbe[77].
- Cascade de l'Ours[78] ;
- Bussang, commune sportive, possède :
  - 8 pistes de ski alpin (1 noire, 1 rouge, 3 bleues, 3 vertes)[79], 42 canons à neige et un tremplin à ski d'initiation au lieu-dit Larcenaire avec 4 téléskis,
  - 3 pistes de ski alpin au lieu-dit la Bouloie avec 3 téléskis (fermés depuis 2010),
  - 1 piste de ski de fond communale proche de Larcenaire contenant 5 circuits,
  - 1 tremplin à ski de 50 m. à la Bouloie, qui est en démantèlement,
  - la première piste de luge du Massif vosgien de 1,5 km, à la Bouloie (sur une ancienne route fermée à la circulation, damée et sécurisée),
  - la première via ferrata[80] du Massif vosgien, créée en juillet 2007 par la commune. Cette via ferrata, gratuite, est d'un niveau facile, idéale pour l'initiation ; elle est d'ailleurs appelée « Rando-ferrata de la source de la Moselle »
  - possède une voie multi-activités appelée « Voie verte des Hautes-Vosges »  aménagée sur les 53 km des anciennes voies ferrées des vallées Moselle-Moselotte,
  - les scierie hydrauliques à cadre et les marcaires[81].

### Personnalités liées à la commune
- Michel de Montaigne dîna à Bussang et visita les mines d'argent en 1580, si l'on en croit son journal de voyage[82].
- Michel Antoine (1796-1870), manufacturier[83].
- Maurice Pottecher (1867-1960), né à Bussang, fondateur du théâtre du Peuple, et son directeur de 1895 à 1935.
- André Monnier-Zwingelstein (1898-1985), homme de lettres[84].
- Pierre Richard-Willm (1895-1983), acteur de cinéma et de théâtre, directeur du théâtre du Peuple de 1936 à 1969. Il a été inhumé dans la commune.
- Frédéric Pottecher (1905-2001), né à Bussang, acteur et chroniqueur judiciaire.
- René Briot (1913-1991), résistant français, compagnon de la Libération, mort à Bussang.
- Daniel Perrin (né à Bussang en 1946), mathématicien.
- Maryvonne Briot (née à Bussang en 1959), députée de la Haute-Saône.
- Yves Deloye (né à Bussang en 1963), ancien directeur de l’institut d’études politiques de Bordeaux.
- Dylan Pelot (1969-2013), né à Bussang, illustrateur et écrivain.

### Héraldique, logotype et devise
| Blason | Blasonnement : Écartelé au 1° de sinople à un chalet d'argent ouvert de sable et couvert de gueules, au 2° d'azur à une truite d'argent contournée mise en fasce, au 3° d'or à un sapin arraché de sinople et au 4° d'or à deux montagnes de sinople d'où s'écoule une rivière d'argent. Commentaires : Créé vers 1907 par Benjamin Pottecher, alors premier magistrat de la commune, il représente l’environnement naturel : la ferme montagnarde, la truite des ruisseaux, le sapin des forêts et la Moselle naissante. |